# NGC 934
NGC 934 ist eine Linsenförmige Galaxie vom Hubble-Typ S0-a im Sternbild Walfisch südlich der Ekliptik. Sie ist schätzungsweise 283 Millionen Lichtjahre von der Milchstraße entfernt und hat einen Durchmesser von etwa 105.000 Lj.

Im selben Himmelsareal befinden sich die Galaxien NGC 926, NGC 936, NGC 941.
Das Objekt wurde im Jahr 1876 von dem Astronomen Ernst Wilhelm Leberecht Tempel  mithilfe eines 28,3-cm-Teleskops entdeckt.